# Стежар
Стежар (рум. Stejar) — село у повіті Арад в Румунії. Входить до складу комуни Вередія-де-Муреш.
Село розташоване на відстані 356 км на північний захід від Бухареста, 66 км на схід від Арада, 138 км на південний захід від Клуж-Напоки, 77 км на північний схід від Тімішоари.

## Населення
За даними перепису населення 2002 року у селі проживали 160 осіб, усі — румуни. Усі жителі села рідною мовою назвали румунську.